# Namibiocyon
Namibiocyon es un género de carnívoros extintos de la familia Amphicyonidae que vivió en el Mioceno. Se han encontrado fósiles en Namibia.